# República Chechena da Ichkeria
A República chechena da Ichkeria (Latim checheno: Noxçiyn Pachhalq Noxçiyçö, Cirílico checheno: Нохчийн Пачхьалкх Нохчийчоь; em russo:  Чеченская Республика Ичкерия) é o não-reconhecido governo separatista da Chechênia. A Chechênia está localizada nas montanhas do Cáucaso do Norte e faz divisa com o Krai de Stavropol a noroeste, com a República do Daguestão a nordeste e leste, com a Geórgia ao sul e com as repúblicas da Inguchétia e Ossétia do Norte-Alânia a oeste. A república foi proclamada no final de 1991 por Dzokhar Dudayev, e participou de duas guerras devastadoras entre separatistas e a Federação Russa que era contra a secessão. No final de 2007, o Presidente da Ichkeria, Dokka Umarov, renomeou a república para Noxçiyçö e a converteu em uma província do Emirado do Cáucaso, sendo ele próprio o Emir. Esta mudança de status tem sido rejeitada por alguns membros do antigo governo checheno em exílio.
Em 1990, com o colapso da União Soviética se aproximando, a Chechênia (assim como outras velhas repúblicas soviéticas) começaram a vislumbrar sua independência, com Dzhokhar Dudayev sendo eleito seu líder. O movimento separatista começou a ganhar força em junho de 1991 e em novembro Dudayev foi feito presidente e declarou formalmente a independência da Chechênia. A Rússia, incialmente, não respondeu, preferindo focar sua atenção em outras regiões problemática, como em Inguchétia. Nos três anos após a independência, a República da Ichkeria de fato governou-se sozinha, com pouca ou nenhuma intervenção por parte do governo central russo, embora milícias favoráveis a Moscou permanecessem. A Chechênia era vista, naquela época, como um "Estado sem lei", com várias regiões tomadas pela violência sectária. No meio deste caos, em agosto de 1994, Umar Avturkhanov, líder do Conselho Provisório pró-Rússia, ordenou que as tropas centrais atacassem Dudayev, que por sua vez ordenou uma mobilização em massa na Chechênia e ameaçou a Rússia de jihad caso interviessem. Após derrotar Avturkhanov na Primeira Batalha de Grozny, Dudayev declarou a Chechênia como um estado islâmico e em dezembro começou a primeira guerra por independência. Em março de 1995, após quase três meses de cerco, a Rússia ocupou Grozny, mas a capital da República da Ichkeria foi retomada pelos rebeldes separatistas em agosto de 1996. De acordo com fontes russas, a Chechênia caiu em desordem e anarquia pelos próximos três anos, com sequestros, assaltos e estupros se tornando comuns. Economicamente, a região viu sua infraestrutura interna ser destruída pelos combates e bombardeios russos, causando miséria e aumentando a pobreza. Um ano após a morte de Dudayev, Aslan Maskhadov ascendeu a presidência que, com o passar do tempo, passou a concentrar poderes extraordinários em suas mãos. Sua justificativa para estas ações era o caos humanitário e o crescente radicalismo wahhabita dos senhores da guerra, como Shamil Basayev. A crise política interna piorou, com o parlamento local sendo suspenso em 1999 e políticos, ativistas e até membros da Cruz Vermelha sendo mortos. Assim, frente a esses entraves, a República Chechena da Ichkeria nunca conseguiu se firmar como um Estado viável e coeso, não sendo reconhecido como uma nação independente por nenhuma das potências globais.
Em 1999, a guerra eclodiu na região do Daguestão. Militantes islâmicos chechenos cruzavam a fronteira para ajudar os guerrilheiros no país vizinho, algo que irritou profundamente a Rússia. O governo russo, vendo a desordem interna na Chechênia e a radicalização islâmica por lá, resolveu intervir militarmente para pacificar sua fronteira e reaver velhos territórios, dando início a Segunda Guerra na Chechênia em agosto de 1999. Com muitos chechenos insatisfeitos com o governo do presidente Maskhadov, houve pouca resistência por parte da população civil e o exército russo avançou com mais facilidade. Em fevereiro de 2000, Grozny foi retomada completamente pela Rússia, com a cidade ficando parcialmente em ruínas. De fato, as forças russas foram acusadas de bombardeio indiscriminado por todo o país, causando muitas vítimas. O governo de Ichkeria foi então forçado ao exílio. Entre 2000 e 2007, uma insurgência tomou forma. Inicialmente violenta e constante, foi perdendo força ao longo dos anos. Desde 2015, praticamente não foi reportado mais nenhuma ação terrorista de intensidade notável por parte de guerrilheiros jihadistas.
Em 2022, guerrilheiros chechenos, ainda guardando um enorme ressentimento com a Rússia, se voluntariaram para lutar na Ucrânia contra os russos durante a Guerra Russo-Ucraniana.